# Väinö Suvivuo
Väinö Suvivuo (Väinö Armas Suvivuo, geb. Söderström; * 17. Februar 1917 in Hamina; † 2. Mai 1985 in Lahti) war ein finnischer Hürdenläufer, der sich auf die 110-Meter-Distanz spezialisiert hatte.
1946 gewann er Bronze bei den Leichtathletik-Europameisterschaften in Oslo, und 1952 erreichte er bei den Olympischen Spielen in Helsinki das Halbfinale.
Seine persönliche Bestzeit von 14,6 s stellte er am 5. September 1953 in Helsinki auf.